# 5. bataljon vietnamskih padalcev
5. bataljon vietnamskih padalcev (izvirno francosko 5e Bataillon de Parachutistes Vietnamiens; kratica 5. BPVN) je bila padalska enota, ki so jo ustanovili Francozi v času svoje vladavine v današnjem Vietnamu. 

## Zgodovina
Bataljon je bil ustanovljen z izločitvijo vietnamskih pripadnikov 3. kolonialnega padalskega bataljona. Poveljniški kader je bil sestavljen iz Francozov, medtem ko je bilo moštvo sestavljeno iz Vietnamcev.
20. novembra 1953 je bataljon izvedel padalski skok v Dien Bien Phu. Pozneje so pripadniki odleteli ven, toda 13. marca 1954 so jih poslali nazaj. Bataljon je bil uničen v padcu trdnjave, a je bil ponovno ustanovljena avgusta istega leta.
Maja 1955 so bataljon preoblikovali v 5. zračnoprevozni bataljon.